# 4197 Morfeu
Morfeu (asteroide 4197, com a designação provisória 1982 TA) é um asteroide cruzador de Marte. Possui uma excentricidade de .7718245125984241 e uma inclinação de 12.5724º.
Este asteroide foi descoberto no dia 11 de outubro de 1982 por Eleanor F. Helin e Eugene Shoemaker.